# تابیده‌بال قهوه‌ای
تابیده‌بال قهوه‌ای (نام علمی: Cnipodectes subbrunneus) نام یک گونه از سرده تابیده‌بال است.